# Ферочи, Франческо
Франческо Ферочи (итал. Francesco Feroci; 16 апреля 1673 года, Сан-Джованни-Вальдарно, Великое герцогство Тосканское — 25 ноября 1750 года, Флоренция, Великое герцогство Тосканское) — итальянский композитор, органист, поэт и священник.

## Биография
Франческо Ферочи родился в Сан-Джованни-Вальдарно, в провинции Ареццо в Великом герцогстве Тосканском 16 апреля 1673 года в семье Оттавио Ферочи и Терезы Точи. Образование получил в Эудженианском колледже во Флоренции, где изучал богословские и гуманитарные дисциплины, под руководством иезуита Никколо Гецци. С 1688 года обучался музыкальной теории, контрапункту, игре на органе и клавесине в школе Джованни Марии Казини.
С 1697 года служил органистом в церквях Флоренции. До 1701 года давал органные концерты в городе и соседних коммунах. В 1702 году был принят на место профессора в альма-матер — школу Джованни Марии Казини, после смерти которого, в 1719 году занял место первого органиста в кафедральном соборе Флоренции. Увлёкся поэзией и написал несколько сборников стихов в стиле бурлеска, характерного для тосканской литературы того времени. Сочинял духовные песнопения и продолжил педагогическую деятельность. Среди его учеников были будущие композиторы и музыканты Франческо Мария Верачини и Бонаветура Матуччи.
В эти годы заметно ухудшилось состояние здоровья Франческо Ферочи. Несмотря на это, в 1736 году закончил работу над Концертом для органа на арию «Мартина», в честь генуэзского скрипача Мартина Битти, автора арии, (итал. Concerto per organo sull'aria della «Martina»). В том же году сочинил «Песнопения на Старстной Седьмице» (итал. Responsi della settimana santa). В 1744 году из-за усилившихся проблем со здоровьем он уступил место первого органиста в кафедральном соборе Флоренции своему ученику Бонавентуре Матуччи. Композитору сохранили гонорар в качестве пенсии.
Последние годы жизни Франческо Ферочи провёл во Флоренции, где умер 25 ноября 1750 года. Его первая краткая биография была издана спустя год после смерти.